# مارين بوسيوتشيتش
مارين بوسيوتشيتش Marin Bosiočić (ولد في 8 أغسطس 1988) لاعب شطرنج كرواتي يحمل لقب أستاذ كبير.
- ولد في رييكا في كرواتيا .
- بلغ في تصنيف إيلو 2591 في ديسمبر 2016.
- صنف في المركز 270 عالمياً في ديسمبر 2016.

## وصلات خارجية
- مارين بوسيوتشيتش على موقع الاتحاد الدولي للشطرنج (الإنجليزية)
- مارين بوسيوتشيتش على موقع مباريات الشطرنج (الإنجليزية)
- مارين بوسيوتشيتش على موقع 365Chess.com (الإنجليزية)
- مارين بوسيوتشيتش على موقع Chesstempo.com (الإنجليزية)